# Bryum lepidum
Bryum lepidum är en bladmossart som beskrevs av Ingebrigt Severin Hagen 1901. Bryum lepidum ingår i släktet bryummossor, och familjen Bryaceae. Inga underarter finns listade i Catalogue of Life.